# Testamento de Adão

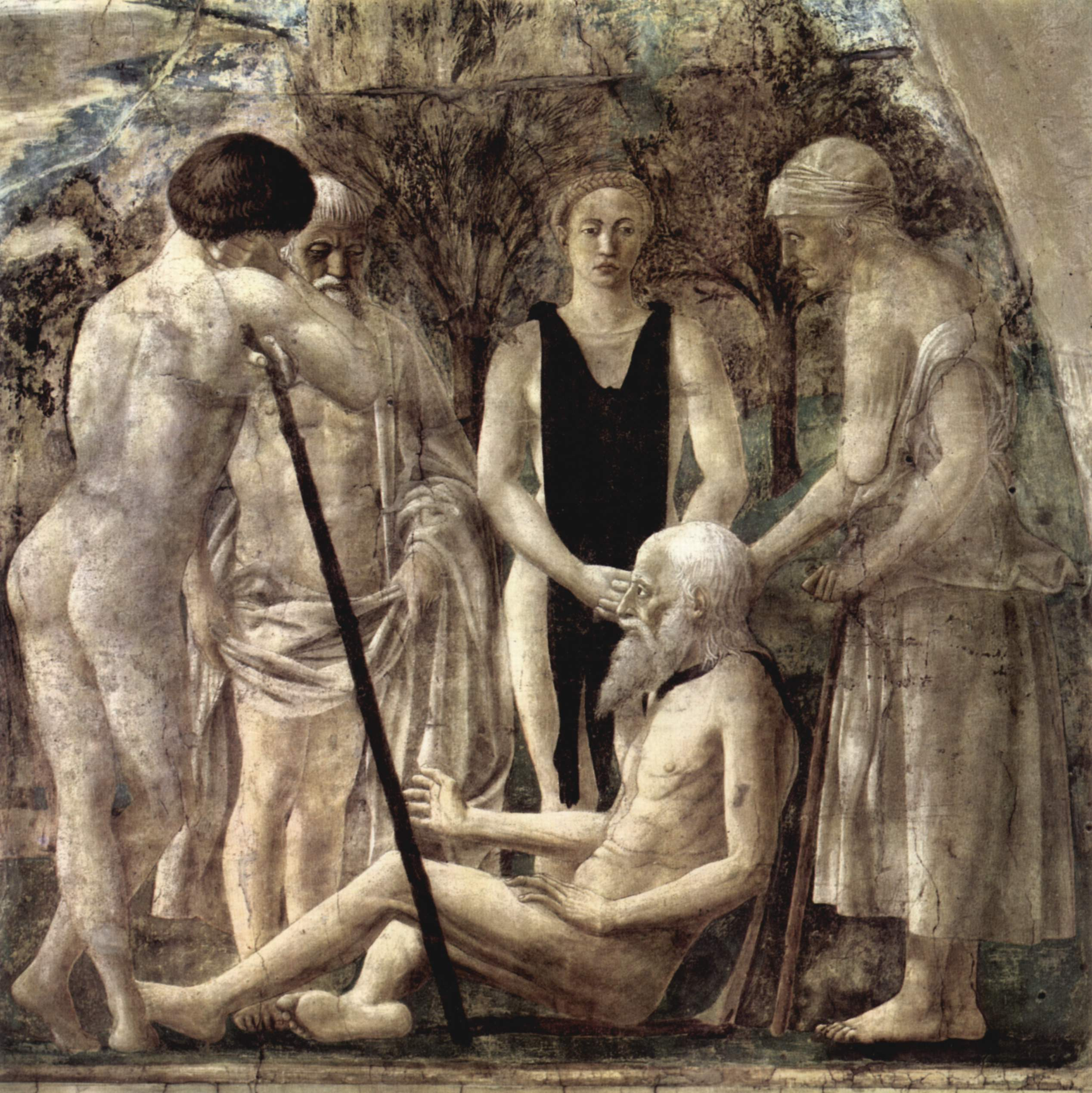
A morte de Adão, por Piero della Francesca

O Testamento de Adão é uma obra pseudepígrafa judaica que sobreviveu em siríaco e em arábico. O manuscrito mais antigo é do século VI aC, mas o texto é do século IV na origem. Provavelmente foi composto em Edessa. Ele se propõe a relatar as palavras finais de Adão para seu filho Sete, sobre orações e profecias sobre a volta do Messias e um Dilúvio.
Para outros relatos sobre a as palavras finais de Adão, veja Apocalipse de Adão, Vida de Adão e Eva e Conflito de Adão e Eva com Satanás.